# Kendall Cross
Kendall Cross (Montana, Estados Unidos, 24 de febrero de 1968) es un deportista estadounidense retirado especialista en lucha libre olímpica donde llegó a ser campeón olímpico en Atlanta 1996.

## Carrera deportiva
En los Juegos Olímpicos de 1996 celebrados en Atlanta ganó la medalla de oro en lucha libre olímpica de pesos de hasta 57 kg, por delante del luchador canadiense Guivi Sissaouri (plata) y del norcoreano Ri Yong-sam (bronce).